# 명화의 고향
《명화의 고향》은 1987년 10월 14일부터 1988년 4월 20일까지 MBC에서 제작, 방영한 교양프로그램이다.

## 기획 의도
서구 미술을 시대별, 작가별로 종합 구성하여 미술에 대한 시청자들의 이해를 돕고 문화 본질의 재정립을 의도로 기획한 본격 미술 다큐멘터리이다. 전작인 《명작의 고향》, 《명곡의 고향》과 마찬가지로 해외 현지 취재를 통해 루브르, 바티칸, 프라도 등 세계적 미술관이 소유하고 있는 걸작 명화들을 직접 촬영하고 해당 명화들을 그린 화가들의 삶과 작품의 배경들을 구석구석 찾아가 영상화함으로써 대한민국 시청자들로 하여금 서구 미술 및 문화에 대해 폭넓게 이해할 수 있도록 하는 것을 목표로 하여 제작되었다. 1987년 방영분은 주로 르네상스 시기 및 17세기 바로크 시대에 활약했던 화가들과  그 작품 소개에 초점을 맞추었고, 1988년 방영분은 주로 19세기 중후반 ~ 20세기 중후반에 프랑스어권에서 활동한 화가들과 그 작품 소개에 초점을 맞추었다.

## 내레이션 및 목소리 출연

### 내레이션
- 장유진
- 김세원
- 배한성
- 김도현

### 목소리 출연[3]
- 김태훈
- 김용식
- 홍승옥
- 탁재인
- 이성
- 최성우
- 김관철
- 이선호

## 방영 목록
| 년             | 회차                                                  | 방송                                           | PD     | 조연출 | 작가           |
| 1987년         | 1회(10월 14일)                                        | 잃어버린 자유를 찾아서 - 미켈란젤로 부오나로티 |        |        |                |
| 1987년         | 2회(10월 21일)                                        | 미의 화신, 라파엘로                            | 윤영관 |        | 윤명숙         |
| 1987년         | 3회(10월 28일)                                        | 인간과 생명력의 발견자, 레오나르도 다 빈치     | 윤영관 |        | 윤명숙         |
| 1987년         | 4회(11월 4일)                                         | 북유럽 르네상스의 주역, 알브레히트 뒤러        | 정수채 | 권문혁 | 윤명숙         |
| 1987년         | 5회(11월 11일)                                        | 바로크 정신의 구현자, 피터 폴 루벤스           | 윤영관 |        | 윤명숙         |
| 1987년         | 6회(11월 18일)                                        | 대자연의 서사시, 윌리엄 터너                   | 정수채 | 권문혁 | 윤명숙         |
| 1987년         | 7회(11월 25일)                                        | 빛과 영혼의 화가, 렘브란트                     | 윤영관 |        | 이병임, 한은주 |
| 1988년         |                                                       |                                                |        |        |                |
| 8회(1월 13일)  | 빛을 그린다, 클로드 모네                              | 정수채                                         | 권문혁 | 윤명숙 |                |
| 9회(1월 20일)  | 프란시스코 고야, 치열했던 생애와 찬란한 작품세계      | 윤영관                                         |        | 한은주 |                |
| 10회(1월 27일) | 자연의 재현을 넘어서, 폴 세잔                         | 정수채                                         | 권문혁 | 윤명숙 |                |
| 11회(2월 3일)  | 흙의 화가, 장 프랑수아 밀레                           | 윤영관                                         |        | 한은주 |                |
| 12회(2월 10일) | 색채의 수도자, 오귀스트 르누아르                      | 정수채                                         | 권문혁 | 윤명숙 |                |
| 13회(3월 2일)  | 우주와 전설의 화가, 아메데오 모딜리아니               | 고장석                                         | 김평호 | 박명성 |                |
| 14회(3월 9일)  | 몽마르트르의 예술과 인생, 툴루즈 로트렉               | 정수채                                         | 권문혁 | 윤명숙 |                |
| 15회(3월 16일) | 야수파의 기수, 앙리 마티스                            | 고장석, 김평호                                 |        | 박명성 |                |
| 16회(3월 23일) | 원시를 향한 끝없는 열정, 폴 고갱                      | 정수채                                         | 권문혁 | 윤명숙 |                |
| 17회(4월 6일)  | 미제레레, 신이여 우리를 불쌍히 여기소서 - 조르주 루오 | 고장석, 김평호                                 |        | 장상욱 |                |
| 18회(4월 13일) | 고독한 예술의 순교자, 빈센트 반 고흐                  | 고장석, 김평호                                 |        | 김명숙 |                |
| 19회(4월 20일) | 현대 회화의 혁명가, 파블로 피카소                     | 고장석, 김평호                                 |        | 한은주 |                |